# Poșta electronică certificată
Poșta electronică certificată (cunoscut sub numele de Posta elettronica certificata în Italia sau PEC pe scurt) este un tip special de e-mail utilizat în Italia, Elveția, Hong Kong și Germania. Poșta electronică certificată este menită să ofere un echivalent legal al poștei recomandate⁠(d) tradiționale, în care utilizatorii pot dovedi legal că un anumit e-mail a fost trimis și primit prin plata unei mici taxe.
Poșta recomandată este utilizată în principal în Italia, dar există în prezent eforturi de extindere a valabilității sale juridice în conformitate cu cadrul Uniunii Europene.

## Descriere
Un e-mail certificat poate fi trimis numai utilizând un cont special de e-mail certificat furnizat de un furnizor înregistrat. Atunci când este trimis un e-mail certificat, furnizorul expeditorului va elibera o confirmare de primire a tranzacției reușite (sau eșuate). Această chitanță are valoare juridică și include informații precise cu privire la ora la care a fost trimis e-mailul certificat. În mod similar, furnizorul destinatarului va livra mesajul în contul de e-mail certificat corespunzător și va elibera apoi expeditorului o chitanță de livrare reușită (sau eșuată), indicând pe această chitanță ora exactă a livrării. Dacă una dintre aceste două chitanțe este pierdută de expeditor, furnizorii sunt obligați să elibereze o dovadă a tranzacției cu aceeași valabilitate juridică, dacă această dovadă este solicitată în termen de 30 de luni de la livrare.
În ceea ce privește experiența utilizatorului, un cont de e-mail certificat este foarte similar cu un cont de e-mail normal. Singurele caracteristici suplimentare sunt chitanțele, primite ca atașamente, care oferă detalii și date temporale⁠(d) pentru toate tranzacțiile. Un cont de e-mail certificat poate gestiona numai e-mailuri certificate și nu poate fi utilizat pentru a trimite e-mailuri obișnuite.

## Poșta electronică certificată în Italia
Posta elettronica certificata, PEC a fost înființată în 2005 și folosește protocoale descrise în RFC 6109 (Request for Comments⁠(d) 6109), care a fost redactat pentru a face protocoalele publice comunității Internet.
De la 1 iulie 2013, toate comunicările dintre întreprinderi și administrația publică italiană trebuie să fie transmise prin PEC, iar documentele pe suport de hârtie nu mai sunt acceptate.
Toate aspectele legate de PEC în Italia sunt supravegheate și reglementate de o agenție guvernamentală specială denumită AgID („Agenzia per l'Italia digitale”) care stabilește furnizorii autorizați de servicii de e-mail certificate, cadrul juridic al PEC și normele și condițiile de utilizare.
Oricine poate înregistra o adresă PEC prin intermediul unui furnizor sau revânzător certificat.
Începând din 2022, Italia migrează de la PEC la un protocol conform EIDAS⁠(d), denumit Registered Electronic Mail (poștă electronică înregistrată). Trecerea la noul protocol este condusă de Roberto Reale și Alessandra Antolini în numele AgID.